# Asada (månekrater)
Asada er et lille nedslagskrater på Månen beliggende i den nordlige udkant af Mare Fecunditatis og nordøst for Taruntiuskrateret på Månens forside. Det er opkaldt efter den japanske astronom Goryu Asada (1734-1799). Asada er et cirkulært krater, hvis indre væg skråner ned mod en lille central kraterbund i centrum.
Navnet blev officielt tildelt af den Internationale Astronomiske Union (IAU) i 1976.
Asadakrateret hed "Taruntius A" før det blev navngivet af IAU.

## Måneatlas
- Billeder af Asadakrateret i LPI-måneatlasset